# Pielgrzym (1869-1939)
Pielgrzym – pismo katolickie o charakterze informacyjnym. Zostało założone i pierwotnie było redagowane przez S. Kellera wydawane w Pelplinie w latach 1869–1939. Było wydawane trzy razy w tygodniu.

## Historia
Jedyne pismo polskie na Pomorzu, które przetrwało przez 70 lat. Odegrało znaczną rolę w walce z germanizacją, zajmując się również problemami politycznymi, społecznymi, oświatowymi i kulturalno-literackimi.
Pielgrzym reprezentował poglądy skrajnie konserwatywne. Zasłużony dla upowszechniania kultury, literatury i historii Polski, szczególnie Pomorza. W czasopiśmie publikował śląski poeta i pisarz Konstanty Damrot.
W 1989 roku rozpoczęto wydawanie dwutygodnika o takim samym tytule nie zachowując charakteru pisma, częstotliwości wydawniczej oraz numeracji roczników z poprzednikiem.